# Jaskinia pod Łodzikami
Jaskinia pod Łodzikami – jaskinia w Górach Świętokrzyskich. Wejście do niej znajduje się we wschodniej ścianie nieczynnych kamieniołomów Kadzielnia w Kielcach, w pobliżu Jaskini Wschodniej na Kadzielni, na wysokości 271 m n.p.m. Długość jaskini wynosi 21 metrów, a jej deniwelacja 4 metry.

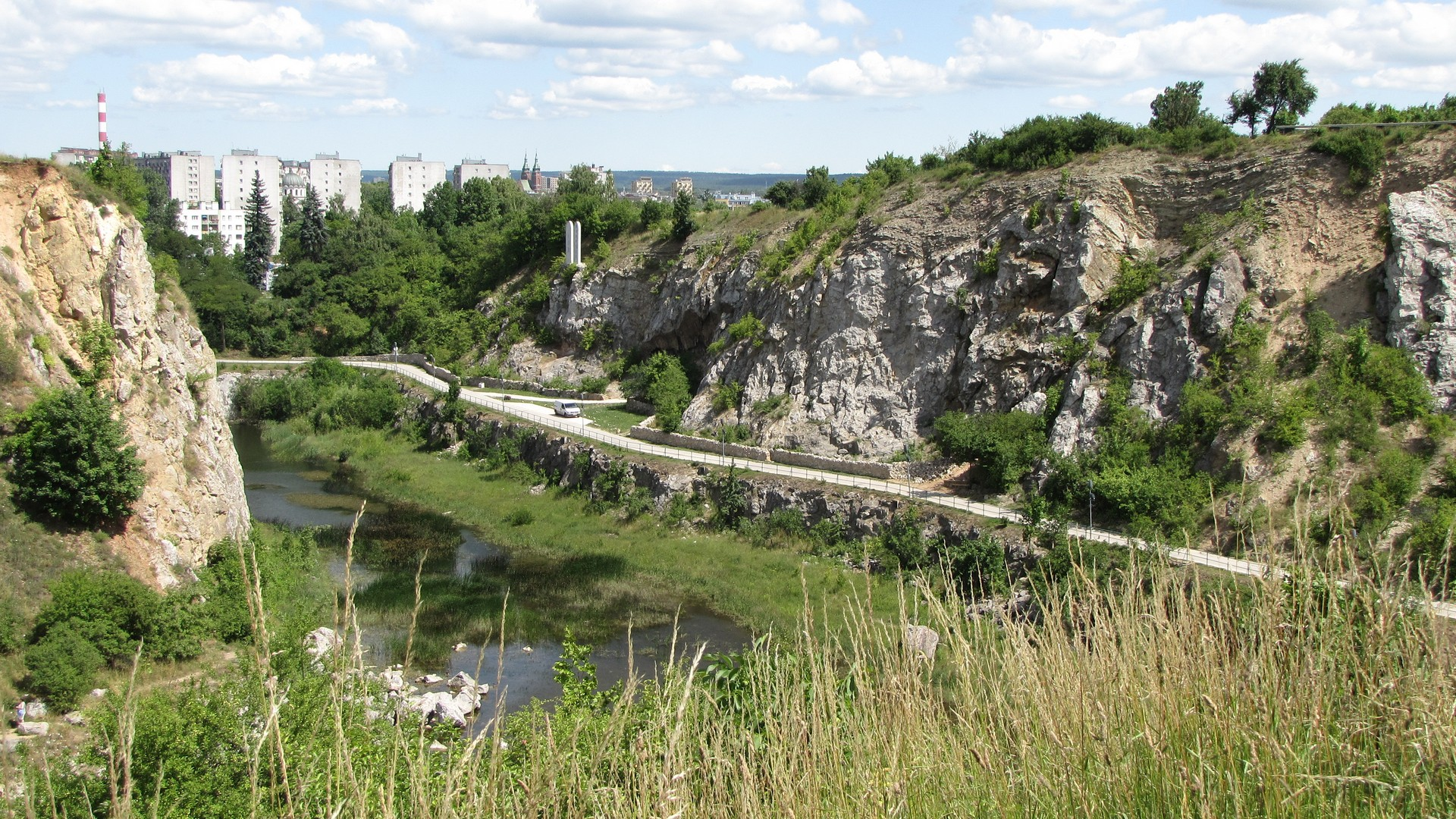
Kadzielnia

## Opis jaskini
Główną częścią jaskini jest obszerna sala, do której ze sztucznego, małego otworu wejściowego prowadzi wąski korytarzyk z 2-metrowym progiem. Odchodzą z niej:
- na wprost krótka szczelina za 1,6-metrowym progiem
- na wprost tuż przed progiem korytarzyk kończący się szczeliną nie do przejścia
- na prawo dwa, krótkie korytarzyki tworzące pętlę
- na lewo korytarzyk z zaciskiem kończący się szczeliną[1].

## Przyroda
W jaskini brak jest nacieków. Ściany są wilgotne, nie ma na nich roślinności.

## Historia odkryć
Jaskinia została odkryta podczas prac w kamieniołomie prawdopodobnie w latach pięćdziesiątych XX wieku. Jej opis i plan sporządzili J. Gubała i A. Kasza w 1995 roku.